# 直-11
直-11（英語：Z-11）是由中國昌河飛機工業集團有限責任公司及中國直升機設計研究所共同研究及製造的直升機，是中國自行設計、研究及製造的第一個具有自主知識產權的直升機機種。直-11的原型是欧洲直升机公司法国分公司（原法国宇航公司）所研究及製造的歐直AS350松鼠一型直升機多用途輕型直升機，直-11屬於軍民通用型的多用途直升機，可以用於教練、偵察、警察、海關、消防、救護及旅遊等用途。

## 歷史
中国直升机设计研究所为该型号的设计工作耗资了逾2,000万人民币，进口了CAD/CAM计算机辅助等设备。在研究及制造过程中，首次使用计算机辅助所设计及建立的实用性的全机理论外形，填补了中国直升机研究及製造方面於CAD/CAM領域上的空白。
1999年9月開始，直-11的原型直升機被運輸往中國飛行試驗研究院進行設計定型飛行測試。2000年10月，直-11完成了飛行測試大綱所規定的全部設計定型飛行測試科目，當中亦包括了數項風險科目。
2001年4月16日，直-9和直-11和涡轴8A发动机首次获得中國民用航空局頒授适合航行证書。
2002年8月25日，昌河飞机工业集团公司与中央电视台在北京举行了直-11交接暨颁证仪式，使到直-11成为中国第一种进入民用航空领域的中國生产直升机，也标志着中国大陸的新闻媒体首次拥有自己的新闻采访專用的直升机。12月23日，直-11获得中国民用航空局颁授民用生产许可证。直-11於同年年底在青藏高原完成了民用适航飞行測試，總共飞行測試了358个科學研究架次及47个飞行測試科目。
2004年12月27日上午，昌河飞机工业集团公司的直-11武装型在景德镇市的吕蒙机场完成了首次飛行，是继承直-11MB1製造成功后的又一次成果。直-11武装型是在直-11的基础上改进所研究及製造出來的一种轻型武装直升机，通过了增加武器配置、安装武器火控系统及昼夜观瞄系统，成为了可以进行昼夜作战的直升機，具備有搜索、识别、跟踪及对地和一定的对空攻击能力。
2015年直-11WB型突然公佈，讓外界知曉了直-11系列早已停止開發的消息是謠言，新型WB有較大外觀改進，可裝備先進反坦克導彈。

## 規格
- 長度：13.012米
- 高度：3.14米
- 旋翼直徑：10.69米
- 尾槳直徑：1.86米
- 淨重量：1,120公斤
- 起飛重量：2,000公斤
  - 最大起飛重量：2,200千克
- 飞行性能：2,000公斤（海平面、標準大氣）
- 最大速度：278公里/小時
- 巡航速度：220至240公里/小時
- 最大傾斜爬升率：9.5米/秒
- 航程：560公里
- 續航時間：3.7小時
- 無地效捆升限：2.930米
- 有地效靜升限：3,700米
- 動升限：5,240米